# Karl Landsteiner
Karl Landsteiner, avstrijsko-ameriški zdravnik, * 14. junij, 1868, Dunaj, Avstro-Ogrska, † 26. junij, 1943, New York, Združene države Amerike.

## Zgodnje življenje
Landstainer je bil sin znanega dunajskega novinarja in odgovornega urednika časnika Die Presse. Landstainer je izgubil očeta, ko je imel komaj 6 let, tako da ga je vzgajala izključno mati. Leta 1891 je diplomiral iz medicine na Univerzi na Dunaju. Od takrat se je ukvarjal z raziskavami na področju biokemije in se več let izpopolnjeval pri Emilu Fischerju v Wurzburgu (Nobelovemu nagrajencu za kemijo leta 1902), Eugenu Bambergerju v Münchnu ter A.R. Hantzschu v Zürichu. Po vrnitvi na Dunaj je leta 1896 dobil mesto asistenta na Inštitutu za higieno, od leta 1898 do 1908 pa je bil asistent Antonu Weichselbaumu na Inštitutu za patološko anatomijo. Leta 1911 je postal tudi profesor patološke anatomije na univerzi.
Leta 1890 se je spreobrnil v rimokatoliško vero iz judovstva. Leta 1916 se je poročil z Leopoldino Heleno Wlasto, grško pravoslavko, ki se je prav tako spreobrnila v rimokatoliško vero.

## Življenjsko delo

### Sistem AB0 in poliovirus
Na podlagi lastnih imunoloških študij je Landstainer svoje delo preusmeril na preučevanje reakcij med rdečimi krvničkami (eritrociti) in krvnim serumom. Ugotovil je, da serumi določenih oseb aglutinirajo eritrocite drugih oseb (tj. povzročijo združevanje v skupke) in tako ovrgel hipotezo S.G. Shattocka, po kateri naj bi bila aglutinacija eritrocitov patološki oz. bolezenski pojav. Na osnovi tega je določil tri krvne skupine in jih sprva poimenoval kot skupine A, B in C. V nekaterih serumih reakcija ni potekla, saj je šlo za krvno skupino AB, ki nima protiteles proti skupini A in B. Do leta 1902 je Landstainer s sodelavci opisal sistem AB0, kjer krvne skupine razdelimo na A, B, AB in 0.
Njegov manj znan prispevek je sodelovanje z Erwinom Popperjem pri izolaciji virusa otroške ohromelosti iz. poliovirusa leta 1908. Bil je tudi prvi, ki je pri raziskavah ohromelosti zaradi virusa uporabljal opice in dokazal, da opice lahko zbolijo za ohromelostjo, če se jim vbrizga zmes, pripravljeno iz okuženih hrbtenjač otrok, umrlih zaradi otroške ohromelosti oz. poliomielitisa. S svojim delom je tako postavil temelje glede vzroka in imunologije te bolezni.

### Rh faktor
Po porazu Avstro-Ogrske v prvi svetovni vojni je emigriral na Nizozemsko. Leta 1922 so ga povabili, da se pridruži Rockefellerjevemu Inštitutu za medicinske raziskave. Ponudbo je sprejel, postal ameriški državljan in nadaljeval delo na inštitutu vse do smrti. Leta 1927 je njegova raziskovalna skupina odkrila sistem krvnih skupin MNS. Leta 1930 je za odkritje človeških krvnih skupin prejel Nobelovo nagrado za fiziologijo ali medicino. Leta 1940 je sodeloval pri odkritju novega sistema krvnih skupin preko mešanja zajčje in opičje krvi. Protitelo v zajčjem serumu so imenovali antirhesus, aglutinine na opičjih eritrocitih pa Rh faktor, poimenovan po opicah rezus (Macaca mulatta), ki so jih uporabljali v navedenih raziskavah. Dokazali so tudi, da je Rh faktor bistven za pojav fetalne eritroblastoze, bolezni novorojenčkov, do katere pride zaradi neskladnosti v dotičnem sistemu krvnih skupin med materjo in otrokom.